# Рауль Кастро
Рау́ль Модесто Ка́стро Рус (ісп. Raul Modesto Castro Ruz; нар. 3 червня 1931) — голова Державної ради Куби, найвищої державної посади на Кубі. Від 2006 року тимчасово виконував обов'язки голови держави через хворобу свого брата Фіделя Кастро. Генерал армії, колишній міністр оборони (1959–2008). Брав участь у кубинській революції 1959 року, а потім посів друге після брата місце в державному та партійному керівництві Куби.

## Біографія

### Юність Рауля Кастро
Рауль народився 3 червня 1931 року. Як і його брат, Фідель, виховувався в родині заможного кубинського плантатора цукрової тростини. Рауль був четвертим із семи дітей і молодшим з трьох братів, на п'ять років молодший за свого брата Фіделя. Середню освіту Рауль здобув у єзуїтських коледжах в Сантьяго де Куба та Гавані. Потім вступив до Гаванського університету, де вивчав державне управління.
Його ліві погляди сформувалися раніше, ніж у Фіделя, який оголосив про свою прихильність до соціалізму лише 1961 року. На початку 1950-их років Рауль вступив у Гавані до молодіжного крила Компартії та поїхав до Східної Європи (Румунія та Чехословаччина) вивчати досвід будівництва соціалізму. Там він познайомився з агентом КДБ Миколою Леоновим, який значно вплинув на формування революційної свідомості Рауля Кастро.
Після повернення 1953 на Кубу 22-річний Рауль брав участь в організованому старшим братом штурмі казарм урядових військ «Монкада», що завершився кривавою бійнею. Рауль і Фідель потрапили до в'язниці, а після амністії 1955 року емігрували до Мексики, де займалися плануванням і підготовкою повалення кубинського диктатора Батисти. Там же революційно налаштовані брати зав'язали знайомство з Че Геварою.

Герої Кубинської революції, зліва направо — Фідель Кастро, Рауль Кастро і Че Гевара

25 листопада 1956 року Рауль Кастро на яхті «Гранма» висадився на Кубі у складі загону з 82 революціонерів, щоб атакувати війська Батисти. Після того нападу в живих лишилося 12 осіб, вони сховались у горах Сьєрра-Маестра та почали формування партизанських загонів. Саме тоді Рауль Кастро став одним із головних командирів партизанської армії. Протягом 1957 року її загони вели успішні бої з урядовими військами. Після взяття Сантьяго-де-Куба, перед вирішальним штурмом Гавани, Рауль Кастро на вимогу інших революціонерів особисто наказав стратити сотню полонених офіцерів Батисти.
1 січня 1959 року спротив урядових військ було припинено, Фульхенсіо Батиста терміново залишив Кубу — на Кубі перемогла революція.

### Політична кар'єра Рауля Кастро в соціалістичній Кубі
Після перемоги Кубинської революції Рауль Кастро брав участь у зміцненні революційної влади в республіці, що на практиці означало керування та безпосереднє здійснення революційного терору, масові страти прибічників старої влади, а потім і винищення незгодних з такими методами колишніх соратників з боротьби.
У лютому 1959 року Рауль Кастро був призначений на посаду головнокомандувача збройних сил, у жовтні того ж року він очолив міністерство Революційних збройних сил Республіки Куби. Впродовж наступних 47 років Рауль Кастро незмінно командував кубинською армією. Під керівництвом Рауля Кастро кубинські збройні сили досягли чисельності в 50 тисяч осіб й у 1970-их роках взяли активну участь у військових конфліктах в Анголі й Ефіопії. Посаду очільника міністерства оборони генерал армії Кастро залишив лише 2008 року, встановивши світовий рекорд за тривалістю перебування на подібній посаді.
1961 року Рауль Кастро став заступником голови Центральної ради Куби з планування. У 1962—1963 роках — другий секретар Національного керівництва Об'єднаних революційних організацій, від 1963 до 1965 року — другий секретар Національного керівництва Єдиної партії соціалістичної революції Куби. Від жовтня 1965 року — член ЦК, член Політбюро ЦК, другий секретар ЦК Компартії Куби, голова Комісії ЦК КПК з питань Революційних збройних сил і державної безпеки. Від 1962 року — заступник, а від 1972 — перший заступник прем'єр-міністра Революційного уряду Республіки Куба. Від грудня 1976 року — перший заступник голови Державної ради та Ради Міністрів Республіки Куба, депутат Національної асамблеї народної влади Республіки Куба.

### Реформи
Саме з поглядами і діяльністю Рауля Кастро пов'язують реформи та часткову демократизацію на Кубі, що почалися з 1990-их років. Після розвалу СРСР та запровадження економічних санкцій з боку США Куба переживала сильну економічну кризу. Уряд Кастро був змушений піти на значні поступки, допустивши іноземні інвестиції до деяких секторів економіки, зокрема туризму, а потім дозволивши обіг у країні іноземних валют. Ключову роль у проведенні економічних експериментів відігравало військове керівництво країни на чолі з Раулем Кастро. Ринкові реформи (пакет економічних законів 1992—1996 років) забезпечили децентралізацію економіки та зосередження зусиль на розвитку окремих економічних осередків, появу так званих сільськогосподарських і промислових парків, а згодом — і зон вільної торгівлі. За ініціативи Рауля Кастро було розширено приватну власність, виробникам сільськогосподарської продукції дозволено напряму продавати її населенню на ринках. Військовики керували державною туристичною компанією «Gaviota», проводили реформи в галузі сільського господарства, запроваджували елементи ринкової торгівлі.

### На чолі Державної ради
У жовтні 1997 року на з'їзді Компартії Куби Фідель Кастро вперше зазначив, що Рауль має стати його спадкоємцем. За чотири роки, на мітингу в Гавані, Фідель зненацька впав, знепритомнівши, після чого знову повернувся до цієї теми: «Рауль найкраще підготовлений і має найбільший досвід».
Фактично Рауль Кастро керував Кубою від 2006 року, коли 31 липня Фідель передав йому повноваження через різке погіршення здоров'я. Відтоді Рауль Кастро виконував обов'язки голови Державної ради, брав участь у всіх необхідних, зокрема й масових заходах очільника держави. Фідель Кастро в той час неодноразово робив обтічні заяви про можливість офіційного відходу від справ, передавши всю повноту влади своєму братові Раулю Кастро. У грудневому (2007) посланні до кубинського народу Фідель Кастро закликав кубинців підтримати свого брата Рауля.
24 лютого 2008 року новий склад Національної асамблеї Куби на своєму першому засіданні, а фактично 31 член Держради 98 % голосів обрали Рауля Кастро новим головою Держради Куби (тобто президентом країни) на п'ятирічний термін.
Ще до обрання на посаду голови Держради Куби Рауль Кастро пообіцяв запровадити засадничі економічні реформи та структурні зміни, втім він же не раз наголошував на неприпустимості різких змін. До завдань Рауля Кастро, озвучених ним же, належить викорінення корупції всередині владних еліт.

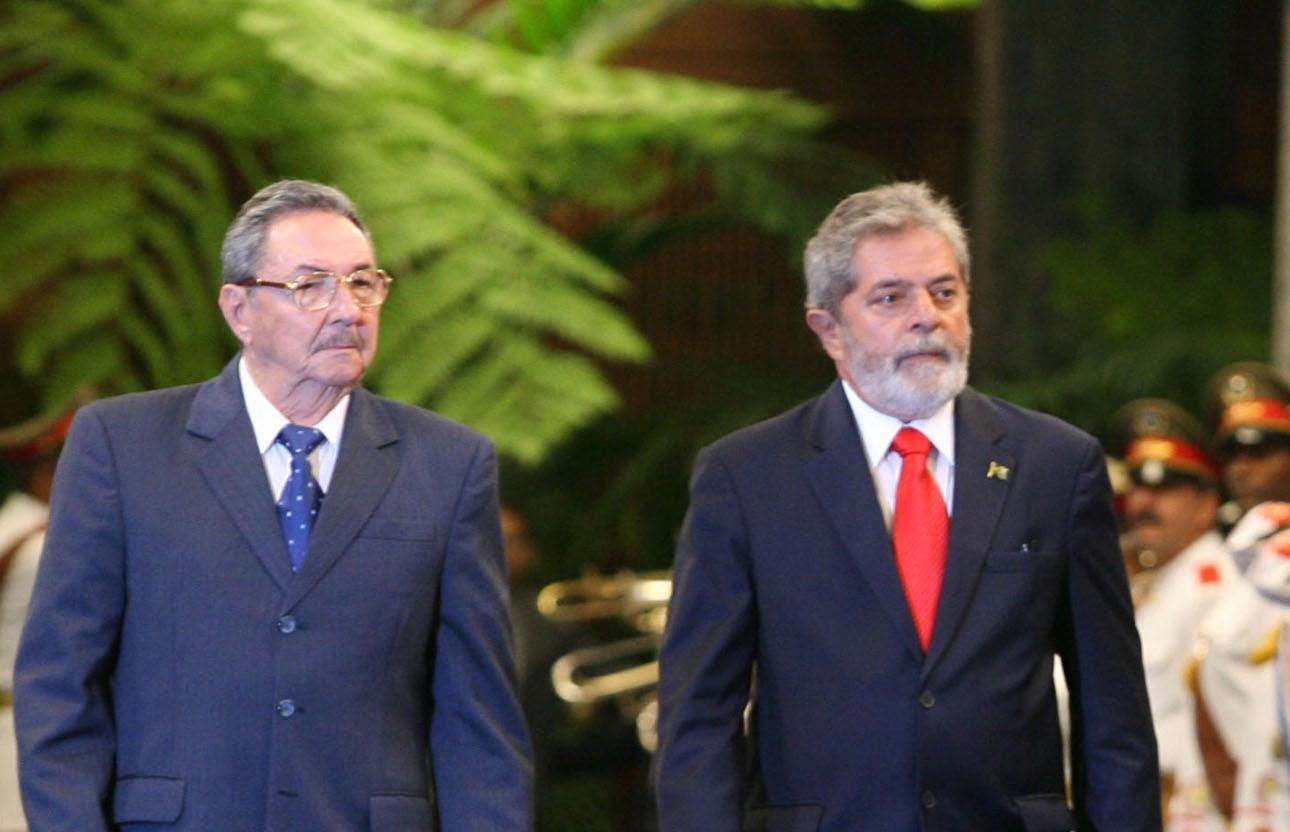
Рауль Кастро і президент Бразилії Лула да Сілва (праворуч)

Уже в березні 2008 року Рауль Кастро дозволив громадянам Куби вільно купувати електроприлади та деякі інші товари широкого вжитку, на купівлю яких раніше діяла спеціальна система, та зробив доступним загалу кубинців мобільний зв'язок, яким раніше користувалися винятково кубинські функціонери й іноземці. На початку квітня того ж року за розпорядженням Рауля Кастро було знято чинні доти граничні межі тарифів на оплату праці кубинських робітників.
З приходом Рауля Кастро до влади експерти також пов'язують можливе потепління відносин Куби та США.
19 квітня 2011 року на VI з'їзді Компартії Куби кубинський лідер Фідель Кастро вперше не був включений до складу політбюро, посаду першого секретаря партії офіційно зайняв його брат, 79-річний голова Державної ради Куби Рауль Кастро. Рауль майже відразу ініціював програму економічних реформ, яка в тому числі включала обмеження перебування на керівних посадах 10 роками та збільшення ролі приватного підприємництва. За словами самого Рауля Кастро, такий економічний план — не повернення до капіталізму, а порятунок соціалістичного ладу, який перебуває під загрозою. Рауль Кастро заявив, що на Кубі поступово буде скасована карткова система розподілу продовольства, при якій прожили кілька поколінь кубинців.
19 квітня 2021 року було оголошено, що наступником Кастро на посаді генерального секретаря Компартії країни став чинний президент Куби Мігель Діас-Канель.

## Приватне життя
Рауль Кастро — вдівець. Одразу після Революції 1959 року він узяв шлюб із колишньою революціонеркою Вільмою Еспін, яка потому стала партійним функціонером — президентом Кубинської федерації жінок. Вона померла в червні 2007 року. Від того шлюбу народились троє дочок (Дебора, Маріела та Нільса) та син Алехандро.
Головне хобі — альпінізм.
Рауль Кастро мав особисті добрі стосунки з президентом Венесуели Уго Чавесом.
На відміну від свого брата, Рауль Кастро не багатослівний — він ніколи не виголошував промов тривалістю понад півгодини.
Рауль Кастро — автор крилатої фрази, озвученої під час проведення реформ у 90-х роках XX століття — «Для країни важливіший хліб, аніж гармати».

## Виноски
1. ↑  SNAC — 2010.
2. ↑  Erikson D. P. Encyclopædia Britannica
3. ↑  ІА РБК-Україна — На Кубі пересічним громадянам дозволили купівлю мобільних телефонів[недоступне посилання з липня 2019]
4. ↑  Ф.Кастро вийшов зі складу політбюро Компартії Куби. Архів оригіналу за 31 жовтня 2012. Процитовано 20 квітня 2011.
5. ↑  На Кубі назвали ім'я наступника Рауля Кастро. РБК-Украина (рос.). Архів оригіналу за 19 квітня 2021. Процитовано 19 квітня 2021.